# Labuhan Haji Timur
Labuhan Haji Timur (indonez. Kecamatan Labuhan Haji Timur) – kecamatan w kabupatenie Aceh Selatan w okręgu specjalnym Aceh w Indonezji.
Kecamatan ten znajduje się w północnej części Sumatry, nad Oceanem Indyjskim. Od północy graniczy z kecamatanami Labuhan Haji i Labuhan Haji Barat, a od wschodu i południa z kecamatanem Meukek. Przebiega przez niego droga Jalan Lintas Barat Sumatrea.
W 2010 roku kecamatan ten zamieszkiwało 9 137 osób, z których wszyscy stanowili ludność wiejską. Mężczyzn było 4 441, a kobiet 4 696. Wszyscy wyznawali islam.
Znajdują się tutaj miejscowości: Aur Peulumat, Beutong, Gunung Rotan, Keumumu Hilir, Keumumu Hulu, Keumumu Seberang, Limau Saring, Padang Peulumat, Paya Peulumat, Peuneulop, Sawang Indah, Tengah Peulumat.